# روث کرازبی نوبل
روث کرازبی نوبل (انگلیسی: Ruth Crosby Noble؛ ۱۸۹۶/۱۸۹۷ – مارس ۱۹۸۸) نویسنده آمریکایی و خزنده‌شناسی بود. او که در موزه تاریخ طبیعی آمریکا فعالیت می‌کرد، به همراه همسرش گلدوین کینگزلی نوبل گونه‌ای جدید از قورباغه را طی یک مأموریت علمی در جمهوری دومینیکن کشف کرد که به افتخار او Eleutherodactylus ruthae نام‌گذاری شد. نوبل بعدها کتابی دربارهٔ رفتار حیوانات با عنوان The Nature of the Beast نوشت. نوبل او در زمینه آموزش موزه‌ای فعالیت داشت و به بهبود دسترسی افراد کم‌بینا به نمایشگاه‌های موزه کمک کرد.
نوبل در موزه به عنوان دستیار در بخش‌های آموزش و خزنده‌شناسی بین سال‌های ۱۹۱۹ تا ۱۹۲۳ مشغول به کار بود و تلاش‌هایی برای بهبود دسترسی افراد کم‌بینا به نمایشگاه‌های موزه انجام داد. کتاب «ماهیت جانور» بر اساس تحقیقات و یادداشت‌های همسرش نوشته شده بود و شامل ترکیبی از مشاهدات تاریخ طبیعی و آزمایش‌های علمی بود. کتاب او با استقبال خوبی مواجه شد و به دلیل بیان ساده و علمی، به‌ویژه در حوزه روان‌شناسی تطبیقی مورد توجه قرار گرفت.

## زندگی و حرفه
روث الیزابت کرازبی در ۱۸۹۶ یا ۱۸۹۷ زاده شد. او در هارتفورد، کنتیکت رشد یافت و در کالج ولزلی در ماساچوست تحصیل کرد. در دوران دانشجویی با همسر آینده‌اش، گلدوین کینگزلی نوبل، که آن زمان در دانشگاه هاروارد تحصیل می‌کرد، آشنا شد. آن‌ها صاحب دو پسر شدند. وی بعدها به نیویورک نقل مکان کرد و از سال ۱۹۱۹ تا ۱۹۲۳ در بخش‌های آموزش و خزنده‌شناسی موزه تاریخ طبیعی آمریکا به عنوان دستیار کار کرد. در این موزه، او در جهت دسترس‌پذیری نمایشگاه‌ها برای افراد کم‌بینایی تلاش نمود. نوبل همچنین عضو انجمن زنان دانشگاهی آمریکا بود و در سازمان ملل متحد فعالیت داشت.
در دوران فعالیت در موزه، خانواده نوبل به هیسپانیولا سفر کردند تا ایگوانای شاخ‌دار و قورباغه درختی غول‌پیکر هیسپانیولا را مطالعه کنند، که در آن زمان اطلاعات اندکی دربارهٔ آن‌ها در دسترس بود. آن‌ها توانستند بیش از ۲۰۰ قورباغه زنده و ۴۰ ایگوانا را جمع‌آوری و به موزه ارسال کنند. گلدوین نوبل نوشت که آن‌ها «در یافتن هر دو گونه و بررسی چرخه‌های زندگی‌شان خوش‌شانس بوده‌اند». او و همسرش در طی یک سفر علمی به جمهوری دومینیکن، که از سوی موزه تأمین مالی شده بود، گونه قورباغه Eleutherodactylus ruthae را کشف کردند که گلدوین به افتخار روث نام‌گذاری کرد. او هم‌زمان در موزه، کارشناسی ارشد خود را در دانشگاه کلمبیا دنبال می‌کرد.
در سال ۱۹۴۵، نوبل کتاب The Nature of the Beast را منتشر کرد که بر اساس پژوهش‌ها و یادداشت‌های همسرش دربارهٔ رفتار حیوانات نوشته شده بود. این کتاب اثری دائرةالمعارف‌گونه است که به زبان ساده نگاشته شده و ترکیبی از مشاهدات تاریخ طبیعی و آزمایش‌های علمی است. موضوعات محوری در ۱۷ فصل کتاب شامل روابط اجتماعی و احساسات در حیوانات است. نسخه‌های اولیه کتاب توسط روان‌شناسان و طبیعی‌دانان، از جمله رابرت یرکس، فرانک بیچ و ارنست مایر خوانده شد. نشریه Psychological Bulletin کتاب را به دلیل پوشش گسترده بدون فدا کردن جزئیات، اثری ارزشمند دانست و آن را برای دوره‌های روان‌شناسی تطبیقی پیشنهاد کرد. همچنین Annals of the Entomological Society of America آن را اثری دانست که «به‌ندرت ترکیبی از سرگرمی و ارزش علمی را ارائه می‌دهد».

## زندگی شخصی
نوبل عضو کلیسای پروتستان نخست انگلوود و رئیس باشگاه زنان انگلوود بود.

## درگذشت
نوبل در ۱۵ یا ۲۷ مارس ۱۹۸۸، در ۹۱ سالگی، در یک خانه سالمندان در آلندیل، نیوجرسی درگذشت. دو پسر و دو نوه از او به یادگار ماندند.